# Constantin Georg Alexander Winkler
Constantin Georg Alexander Winkler (translitera del cirílico ruso Константин Георг Александр Винклер) ( 1848 -1900) (con una ortografía alternativa de "„Konstantin“" para el nombre y de "„Winckler“" para el apellido), fue un botánico ruso.
Winkler fue desde 1893 hasta 1900 "botánico de alto rango" en el Jardín Botánico de San Petersburgo.

## Honores

### Epónimos
Género
- Winklera Regel de la familia de Brassicaceae.

- La abreviatura «C.Winkl.» se emplea para indicar a Constantin Georg Alexander Winkler como autoridad en la descripción y clasificación científica de los vegetales.[1]